# Austin Krajicek
Austin Krajicek (* 16. Juni 1990 in Tampa) ist ein US-amerikanischer Tennisspieler, der vor allem im Doppel erfolgreich ist.

## Leben
Austin Krajicek ist der Cousin des ehemaligen niederländischen Grand-Slam-Siegers Richard Krajicek und dessen Schwester Michaëlla Krajicek.

## Karriere
Austin Krajicek spielt im Einzel hauptsächlich auf der ATP Challenger Tour und der ITF Future Tour. Er gewann sechs Einzel- und zwölf Doppelsiege auf der Future Tour. Auf der Challenger Tour gewann er 2 Turniere im Einzel sowie 20 Doppelturniere. Im Einzel zog er 2015 in die Top 100 der Weltrangliste ein und kam bis Platz 94. 2018 beendete er seine Einzel-Karriere und legte seinen Fokus auf das Doppel. Auf der ATP Tour konnte er anschließend seinen ersten Titel gewinnen, dem bislang sieben weitere folgten. 2022 zog er ins Finale der French Open ein. Im selben Jahr war er erstmals Teil der Top 10 im Doppel.

## Erfolge
| Legende (Anzahl der Siege)      |
| Grand Slam (1)                  |
| ATP World Tour Finals           |
| ATP World Tour Masters 1000 (1) |
| ATP World Tour 500 (4)          |
| ATP World Tour 250 (8)          |
| ATP Challenger Tour (24)        |

| ATP-Titel nach Belag |
| Hartplatz (6)        |
| Sand (4)             |
| Rasen (4)            |

### Einzel

#### Turniersiege
| Nr. | Datum             | Turnier  | Belag     | Finalgegner     | Ergebnis        |
| --- | ----------------- | -------- | --------- | --------------- | --------------- |
| 1.  | 7. September 2014 | Medellín | Sand      | João Souza      | 7:5, 6:3        |
| 2.  | 12. April 2015    | León     | Hartplatz | Adrián Menéndez | 6:73, 7:65, 6:4 |

### Doppel

#### Turniersiege

##### ATP World Tour
| Nr. | Datum              | Turnier          | Belag         | Partner           | Finalgegner                          | Ergebnis           |
| --- | ------------------ | ---------------- | ------------- | ----------------- | ------------------------------------ | ------------------ |
| 1.  | 21. Oktober 2018   | Moskau           | Hartplatz (i) | Rajeev Ram        | Maks Mirny Philipp Oswald            | 7:64, 6:4          |
| 2.  | 15. Juni 2019      | ’s-Hertogenbosch | Rasen         | Dominic Inglot    | Marcus Daniell Wesley Koolhof        | 6:4, 4:6, [10:4]   |
| 3.  | 28. Juli 2019      | Atlanta          | Hartplatz     | Dominic Inglot    | Bob Bryan Mike Bryan                 | 6:4, 6:75, [11:9]  |
| 4.  | 13. September 2020 | Kitzbühel        | Sand          | Franko Škugor     | Marcel Granollers Horacio Zeballos   | 7:65, 7:5          |
| 5.  | 21. Mai 2022       | Lyon             | Sand          | Ivan Dodig        | Máximo González Marcelo Melo         | 6:3, 6:4           |
| 6.  | 23. Oktober 2022   | Neapel           | Hartplatz     | Ivan Dodig        | Matthew Ebden John Peers             | 6:3, 1:6, [10:8]   |
| 7.  | 30. Oktober 2022   | Basel            | Hartplatz (i) | Ivan Dodig        | Nicolas Mahut Édouard Roger-Vasselin | 6:4, 7:65          |
| 8.  | 19. Februar 2023   | Rotterdam        | Hartplatz (i) | Ivan Dodig        | Rohan Bopanna Matthew Ebden          | 7:65, 2:6, [12:10] |
| 9.  | 16. April 2023     | Monte-Carlo      | Sand          | Ivan Dodig        | Romain Arneodo Sam Weissborn         | 6:0, 4:6, [14:12]  |
| 10. | 10. Juni 2023      | French Open      | Sand          | Ivan Dodig        | Sander Gillé Joran Vliegen           | 6:3, 6:1           |
| 11. | 25. Juni 2023      | London           | Rasen         | Ivan Dodig        | Taylor Fritz Jiří Lehečka            | 6:4, 6:75, [10:3]  |
| 12. | 4. Oktober 2023    | Peking           | Hartplatz     | Ivan Dodig        | Wesley Koolhof Neal Skupski          | 6:712, 6:3, [10:5] |
| 13. | 15. Juni 2025      | Stuttgart        | Rasen         | Santiago González | Alex Michelsen Rajeev Ram            | 6:4, 6:4           |
| 14. | 28. Juni 2025      | Mallorca         | Rasen         | Santiago González | Yuki Bhambri Robert Galloway         | 6:1, 1:6, [15:13]  |

##### ATP Challenger Tour
| Nr. | Datum              | Turnier       | Belag         | Partner               | Finalgegner                                 | Ergebnis           |
| --- | ------------------ | ------------- | ------------- | --------------------- | ------------------------------------------- | ------------------ |
| 1.  | 13. November 2011  | Knoxville     | Hartplatz (i) | Steve Johnson         | Adam Hubble Frederik Nielsen                | 3:6, 6:4, [13:11]  |
| 2.  | 29. Juli 2012      | Lexington     | Hartplatz     | John Peers            | Tennys Sandgren Rhyne Williams              | 6:1, 7:64          |
| 3.  | 18. November 2012  | Champaign (1) | Hartplatz (i) | Devin Britton         | Jean Andersen Izak van der Merwe            | 6:3, 6:3           |
| 4.  | 4. Mai 2013        | Tallahassee   | Sand          | Tennys Sandgren       | Greg Jones Peter Polansky                   | 1:6, 6:2, [10:8]   |
| 5.  | 21. September 2013 | Izmir         | Hartplatz     | Tennys Sandgren       | Brydan Klein Dane Propoggia                 | 7:64, 6:4          |
| 6.  | 13. Oktober 2013   | Tiburon       | Hartplatz     | Rhyne Williams        | Bradley Klahn Rajeev Ram                    | 6:4, 6:1           |
| 7.  | 3. Januar 2014     | Nouméa (1)    | Hartplatz     | Tennys Sandgren       | Ante Pavić Blaž Rola                        | 7:64, 6:3          |
| 8.  | 3. August 2014     | Vancouver     | Hartplatz     | John-Patrick Smith    | Marcus Daniell Artem Sitak                  | 6:3, 4:6, [10:8]   |
| 9.  | 6. September 2014  | Medellín      | Sand          | César Ramírez         | Roberto Maytín Andrés Molteni               | 6:3, 7:5           |
| 10. | 9. Januar 2015     | Nouméa (2)    | Hartplatz     | Tennys Sandgren       | Jarmere Jenkins Bradley Klahn               | 7:62, 6:75, [10:5] |
| 11. | 12. April 2015     | León          | Hartplatz     | Rajeev Ram            | Guillermo Durán Horacio Zeballos            | 6:2, 7:5           |
| 12. | 26. April 2015     | Guadalajara   | Hartplatz     | Rajeev Ram            | Marcelo Demoliner Miguel Ángel Reyes Varela | 7:5, 4:6, [10:6]   |
| 13. | 21. November 2016  | Champaign (2) | Hartplatz (i) | Tennys Sandgren       | Luke Bambridge Liam Broady                  | 7:64, 7:62         |
| 14. | 29. Januar 2017    | Maui          | Hartplatz     | Jackson Withrow       | Bradley Klahn Tennys Sandgren               | 6:4, 6:3           |
| 15. | 25. Februar 2017   | Morelos       | Hartplatz     | Jackson Withrow       | Kevin King Dean O’Brien                     | 6:74, 7:65, [11:9] |
| 16. | 3. März 2018       | Indian Wells  | Hartplatz     | Jackson Withrow       | Evan King Nathan Pasha                      | 6:73, 6:1, [11:9]  |
| 17. | 23. Juni 2018      | Ilkley        | Rasen         | Jeevan Nedunchezhiyan | Kevin Krawietz Andreas Mies                 | 6:3, 6:3           |
| 18. | 14. Juli 2018      | Winnetka      | Hartplatz     | Jeevan Nedunchezhiyan | Roberto Maytín Christopher Rungkat          | 6:74, 6:4, [10:5]  |
| 19. | 17. November 2018  | Houston       | Hartplatz     | Nicholas Monroe       | Marcelo Arévalo Jamie Cerretani             | 4:6, 7:63, [10:5]  |
| 20. | 12. März 2022      | Monterrey     | Hartplatz     | Hans Hach Verdugo     | Robert Galloway John-Patrick Smith          | 6:0, 6:3           |
| 21. | 13. April 2025     | Mexiko-Stadt  | Sand          | Santiago González     | Ryan Seggerman Patrik Trhac                 | 7:69, 3:6, [10:5]  |
| 22. | 21. Juni 2025      | Nottingham    | Rasen         | Santiago González     | Fernando Romboli John-Patrick Smith         | 7:62, 6:4          |

#### Finalteilnahmen
| Nr. | Datum              | Turnier          | Belag         | Partner               | Finalgegner                              | Ergebnis           |
| --- | ------------------ | ---------------- | ------------- | --------------------- | ---------------------------------------- | ------------------ |
| 1.  | 10. Januar 2016    | Chennai          | Hartplatz     | Benoît Paire          | Oliver Marach Fabrice Martin             | 3:6, 5:7           |
| 2.  | 11. Februar 2018   | Quito            | Sand          | Jackson Withrow       | Nicolás Jarry Hans Podlipnik-Castillo    | 6:76, 3:6          |
| 3.  | 30. September 2018 | Chengdu          | Hartplatz     | Jeevan Nedunchezhiyan | Ivan Dodig Mate Pavić                    | 2:6, 4:6           |
| 4.  | 3. März 2019       | Acapulco         | Hartplatz     | Artem Sitak           | Alexander Zverev Mischa Zverev           | 2:6, 7:64, [5:10]  |
| 5.  | 4. August 2019     | Los Cabos        | Hartplatz     | Dominic Inglot        | Romain Arneodo Hugo Nys                  | 5:7, 7:5, [14:16]  |
| 6.  | 18. Juli 2021      | Newport          | Rasen         | Vasek Pospisil        | William Blumberg Jack Sock               | 2:6, 6:73          |
| 7.  | 22. August 2021    | Cincinnati       | Hartplatz     | Steve Johnson         | Marcel Granollers Horacio Zeballos       | 6:75, 6:75         |
| 8.  | 27. August 2021    | Winston-Salem    | Hartplatz     | Ivan Dodig            | Marcelo Arévalo Matwé Middelkoop         | 7:65, 5:7, [6:10]  |
| 9.  | 4. Juni 2022       | French Open      | Sand          | Ivan Dodig            | Marcelo Arévalo Jean-Julien Rojer        | 7:64, 6:75, 3:6    |
| 10. | 7. August 2022     | Washington, D.C. | Hartplatz     | Ivan Dodig            | Nick Kyrgios Jack Sock                   | 5:7, 4:6           |
| 11. | 16. Oktober 2022   | Florenz          | Hartplatz (i) | Ivan Dodig            | Nicolas Mahut Édouard Roger-Vasselin     | 6:74, 3:6          |
| 12. | 6. November 2022   | Paris            | Hartplatz (i) | Ivan Dodig            | Wesley Koolhof Neal Skupski              | 6:75, 4:6          |
| 13. | 14. Januar 2023    | Adelaide         | Hartplatz     | Ivan Dodig            | Marcelo Arévalo Jean-Julien Rojer        | kampflos           |
| 14. | 1. April 2023      | Miami (1)        | Hartplatz     | Nicolas Mahut         | Santiago González Édouard Roger-Vasselin | 6:74, 5:7          |
| 15. | 30. Juni 2023      | Eastbourne       | Rasen         | Ivan Dodig            | Nikola Mektić Mate Pavić                 | 4:6, 2:6           |
| 16. | 2. März 2024       | Dubai            | Hartplatz     | Ivan Dodig            | Tallon Griekspoor Jan-Lennard Struff     | 4:6, 6:4, [6:10]   |
| 17. | 30. März 2024      | Miami (2)        | Hartplatz     | Ivan Dodig            | Rohan Bopanna Matthew Ebden              | 7:63, 3:6, [6:10]  |
| 18. | 3. August 2024     | Paris            | Sand          | Rajeev Ram            | Matthew Ebden John Peers                 | 7:66, 6:71, [8:10] |

### Mixed

#### Finalteilnahmen
| Nr. | Datum             | Turnier | Belag     | Partnerin      | Finalgegner                    | Ergebnis |
| --- | ----------------- | ------- | --------- | -------------- | ------------------------------ | -------- |
| 1.  | 9. September 2023 | US Open | Hartplatz | Jessica Pegula | Anna Danilina Harri Heliövaara | 3:6, 4:6 |

## Abschneiden bei Grand-Slam-Turnieren

### Einzel
| Turnier         | 2008 | 2009 | 2010 | 2011 | 2012 | 2013 | 2014 | 2015 | 2016 | 2017 | Karriere |
| --------------- | ---- | ---- | ---- | ---- | ---- | ---- | ---- | ---- | ---- | ---- | -------- |
| Australian Open | —    | —    | —    | —    | —    | —    | Q2   | Q2   | 2    | —    | 2        |
| French Open     | —    | —    | —    | —    | —    | —    | Q1   | Q1   | —    | —    | —        |
| Wimbledon       | —    | —    | —    | —    | —    | —    | Q1   | Q1   | Q3   | —    | —        |
| US Open         | 1    | —    | —    | —    | —    | Q1   | Q2   | 2    | Q1   | Q2   | 2        |

### Doppel
| Turnier         | 2011 | 2012 | 2013 | 2014 | 2015 | 2016 | 2017 | 2018 | 2019 | 2020 | 2021 | 2022 | 2023 | 2024 | 2025 | Karriere |
| --------------- | ---- | ---- | ---- | ---- | ---- | ---- | ---- | ---- | ---- | ---- | ---- | ---- | ---- | ---- | ---- | -------- |
| Australian Open | —    | —    | —    | —    | 2    | 2    | —    | —    | 2    | AF   | —    | 2    | 1    | 2    | AF   | AF       |
| French Open     | —    | —    | —    | —    | 2    | —    | —    | —    | 1    | 2    | 2    | F    | S    | 2    | AF   | S        |
| Wimbledon       | —    | —    | —    | 2    | —    | —    | —    | 1    | 1    |      | 1    | AF   | 2    | 1    | 1    | AF       |
| US Open         | 1    | —    | 2    | 1    | 1    | 1    | 2    | VF   | 2    | 1    | 2    | 2    | HF   | 2    |      | HF       |

### Mixed
| Turnier         | 2013 | 2014 | 2015 | 2016 | 2017 | 2018 | 2019 | 2020 | 2021 | 2022 | 2023 | 2024 | Karriere |
| --------------- | ---- | ---- | ---- | ---- | ---- | ---- | ---- | ---- | ---- | ---- | ---- | ---- | -------- |
| Australian Open | —    | —    | —    | —    | —    | —    | —    | 1    | —    | 1    | 1    | —    | 1        |
| French Open     | —    | —    | —    | —    | —    | —    | AF   |      | —    | 1    | 1    | 1    | AF       |
| Wimbledon       | —    | —    | —    | —    | —    | —    | —    |      | 1    | 1    | —    | 1    | 1        |
| US Open         | 1    | —    | —    | —    | —    | —    | 1    |      | HF   | AF   | F    | 1    | F        |

Zeichenerklärung: S = Turniersieg; F, HF, VF, AF = Einzug ins Finale / Halbfinale / Viertelfinale / Achtelfinale; 1, 2, 3 = Ausscheiden in der 1. / 2. / 3. Hauptrunde; nicht ausgetragen